# أفلام الرعب الكورية
كانت أفلام الرعب الكورية (تُسمى: K-horror) متواجدة منذ السنوات الأولى للسينما الكورية، ومع ذلك، لم يبدأ هذا النوع من الأفلام حتى التجديد إلا في أواخر التسعينات. تميل العديد من أفلام الرعب الكورية إلى التركيز على معاناة وألم الشخصيات بدلاً من التركيز على الجانب «الدموي والشجاعة» الرهيب. يتميز الرعب الكوري بالعديد من نفس الزخارف والموضوعات والتصوير مثل الرعب الياباني.
تتميز أفلام الرعب الحديثة في كوريا الجنوبية عادة بالتوجيه الأنيق، وموضوعات التعليق الاجتماعي، ومزج النوع. يشار إلى أن أنواع الرعب والإثارة تكتسب الاهتمام الدولي بالسينما الكورية الجنوبية.
قامت هوليود الأمريكية بتكييف العديد من أفلام الرعب الكورية مثل الفتى العجوز (فيلم 2003)، داخل المرآة، وقصة شقيقتين (2003). يشاع أن قطار بوسان (2016) والبوح (فيلم) (2016) يعاد إنتاجهما في محادثات الإنتاج.

## شبح الأنثى
التعبير «عندما تكون المرأة مليئة بالاستياء، فإنها سوف تجلب الصقيع في مايو ويونيو» قد تقدم بعض التفسير لشعب الأنثى الشبح الذي غالبا ما يظهر في أفلام الرعب الكورية. شعورها العميق من الاستياء بارد بما فيه الكفاية لتجميد الهواء الساخن الذي يحدث خلال تلك الأشهر. انتقام المرأة هو أمر يجب أن نخاف منه، وبالتالي أصبح موضوعًا للرعب. في الماضي، تعرضت النساء للقمع والتجاهل لفترة طويلة، حيث أن الغضب الرهيب والانتقام اللذان نراهما في الأفلام قد جلبتهما سنوات القمع الكثيرة. وهناك اعتقاد آخر هو أنه عندما تموت أنثى قبل أن تستمتع بمتعة الزواج وإنجاب الأطفال، فإنها لن تتمكن من الانتقال إلى «الطرف الآخر». بدلا من ذلك أصبحت عالقة بين العالمين وتسبب ظواهر مروعة.

## الانتقام
تعرف السينما الكورية الجنوبية بأفلام مثيرة عنيفة ذات مواضيع انتقامية مثل فيلم «بيفي فليد» (فيلم 2010)، وشاهدت الشيطان (2010)، وثلاثية الثأر. غالبًا ما يتم تفسير الرغبة في إنشاء أفلام حول الانتقام ومشاهدتها كنتيجة للغضب الاجتماعي الذي نشأ في الجماهير بسبب تاريخ كوريا الجنوبية المضطرب. وقال المدير بارك تشان ووك من الثأر ثلاثية أن له الانتقام الأفلام دوافع بمثابة رد فعل على قيمة الثقافة الكورية التقليدية في صنع السلام والغفران.